# 上村勇太
ドルジ 勇太（ドルジ ゆうた、1996年8月16日 - ）は、日本のモデル兼YouTuber。チャンネル名は、ドルジのマッスルラボ。姫路出身。

## 人物
モデルの世界大会であるMister landscapes Japan 2019、Mister landscapes international 2019 にて日本人初の世界大会優勝に輝く。

### 趣味、特技
サッカー、料理
サッカーは、小学生時代から初めており、プロを目指せるほどの腕前である。小学生のころからゴールキーパーを務めていた。
また、スポーツ全般が得意であり、小学生の頃のソフトボール大会では、ホームランを量産した。本人曰く、「ホームランのサインが出ていた。」とのこと。
現在は、モデル活動、ラジオ出演、ファッションショーの審査員を務めるなど、数多くの分野で活躍。
2020年7月～2020年10月には香港でモデル活動を行い、テレビCMなどで活躍した。
2022年よりインフルエンサーで結成されたサッカーチームWINNER'Sのライバルチームとして新たに結成されたREVENGER'Sにキーパーとして加入。持ち前の身体能力で最後尾からチームを支える。

## 受賞歴
- Mister Landscapes Japan 2019 優勝
- Mister Landscapes International 2019 世界大会優勝
- NARA Collection 2019 ベストモデル賞

## 出演
日本での出演
- ビオレU テレビCM
- TOOT 下着モデル
- ニューヨーク・コレクション2020s/s
- IWC モデル
- AMBITIOUS モデル
- REGAION LIVE COLLECTION
- Nouvel Espoir Collection
- OSAKA COLLECTION
- TOKYO FASHION FESTA
- ファッションリーダーズ2018
- ユニバーサルジャパン Web CM エキストラ出演
- 大阪環状線　エキストラ出演
- ニューフェイスコレクション
- 舞台「そもそも石段の先に大霊界があるのが」
- VEL コレクション出演
- 銀座阪急下着ファッションショー
- 飲料水テレビCM
- カナダスポーツブランドオーディン
- GOSTAR DE FUGA
- 2020 DENIM COLLECTION
- CHILL OUT
- 舞台「何も変わらない今日という日の始まりに」[1]
- シャッフルアイランド season1（Abema）[2]

香港での出演
- オーシャンパークTVC
- 保険会社TVC
- 香港政府観光促進　テレビCM

## アンバサダー
- アンティザンアーティスト　アンバサダー
- Leone Cuore モデル兼アンバサダー
- 体験ダイニング「和色」アンバサダー